# 유진선 (테니스 선수)
유진선(兪鎭先, 1962년 7월 12일 ~)은 한국의 은퇴한 전 국가대표 테니스 선수이며 충청남도 서천군 출신이다.

## 경력
1986년 아시안 게임 테니스 종목에 출전하여 단체전, 단식, 복식, 혼합 복식 등 4개 부문에서 모두 금메달을 획득하여 테니스 종목 전관왕 및 대회 최다관왕 기록을 달성한 것으로 유명하다. 1986년 10월 데이비스 컵에서 대한민국 국가대표로 출전, 대한민국이 지역 예선에서 일본을 꺾고 사상 최초로 데이비스 컵 월드 그룹에 진출하는데 공헌을 하기도 했다. 1988년에는 서울 올림픽 테니스 종목에 출전하여 예선을 통과하였으나 본선 1회전에서 당시 12번 시드였던 이스라엘의 아모스 맨스도프(Amos Mansdorf)에게 패했다. 개인 최고 랭킹은 1988년 6월 13일 기록한 세계 194위이다. 1990년 베이징 아시안 게임에 출전하였으나 동메달에 그친 뒤 1년 후 은퇴를 선언하였다. 이후 잠시 방송계에 진출하기도 했던 그는 2003~2004년 중국 테니스 국가대표팀 감독을 맡았다. 그 후로는 한국에서 주니어 선수 양성 활동을 하고 있으며, SBS 스포츠채널 테니스 해설위원과 동원대학 스포츠레저학과 교수로 재직하고 있다.